# Коммерсантъ-Власть
«Коммерсантъ — Власть» (бывший Коммерсантъ — Weekly) — российский еженедельный общественно-политический и информационно-аналитический журнал, выходивший в 1992—2017 годах.

## История
Начал выходить в ноябре-декабре 1992 года как аналитический журнал Коммерсантъ — Weekly основанного М. В. Рогожниковым АОЗТ «КоммерсантЪ — Weekly». С ноября 1997 года издавался под нынешним названием. Выходил по понедельникам объёмом около 60 страниц и тиражом 60 000 экземпляров.
Кандидат социологических наук М. В. Корсунская в 2006 году отмечала, что «аудитория усреднённого номера издания 1,5 % Москвы старше 16 лет или 21,2 % среди руководителей финансовой сферы».
Также существует официальное приложение для iPad, где новый номер доступен уже в субботу, а в понедельник все материалы издания появляются в открытом доступе на официальном сайте.
С 1 января 2017 года прекращён выпуск бумажной версии еженедельника, оставалась только онлайн-версия. Однако в июне 2017 года вышел уже последний электронный выпуск журнала.

## Главные редакторы
- Роман Артемьев (1997 — 1998)
- Владислав Бородулин (1998 — лето 1999)[26][27]
- Михаил Михайлин (август 1999)
- Максим Ковальский (сентябрь 1999[28][29] — 13 декабря 2011)[30][31][32][33][34]
- Азер Мурсалиев[35] (декабрь 2011 — июнь 2017, до ноября 2014 — как временно исполняющий обязанности)

## Оценки

### Положительные
Кандидат филологических наук, доцент и заведующая кафедрой журналистики и издательского дела Института филологии ТГУ имени Г. Р. Державина Е. А. Зверева отнесла «Коммерсантъ-Власть» к числу крупных российских информационно-аналитических изданий.
Кандидат политических наук, доцент кафедры журналистики СОГУ имени К. Л. Хетагурова, научный сотрудник Отдела социально-политических исследований СОИГСИ имени В. И. Абаева ВНЦ РАН и РСО-А Б. М. Бирагова отнесла «Коммерсантъ — Власть» к числу «крупнейших современных печатных СМИ».

### Критические
24 мая 2013 года екатеринбургское издание Znak.com обвинило журнал в публикации фальшивого рейтинга губернаторов РФ, составленного на основании данных вымышленной организации. «Рейтинг дружественности губернаторов бизнесу» был опубликован в приложении к номеру «Власти» за 13 мая, первое место в нем занял губернатор Свердловской области Евгений Куйвашев. Журналисты утверждают, что ни один представитель «Лаборатории исследования общественного мнения» (составителя рейтинга) не смог прокомментировать им результаты рейтинга, а офис компании на «Красном Октябре» «в реальности обнаружить не удалось». Также они не нашли в сети упоминаний эксперта по имени Грегори Вустер. Фотографию, которой проиллюстрировано интервью Вустера корреспонденту «Коммерсанта» Алексею Лоссану, сотрудники Znak.com обнаружили на сайте рекламной компании AV Creativo и предположили, что изображение могло быть взято из общедоступного фотобанка. Выпускающий редактор специального приложения к журналу «Власть», где вышел материал, Андрей Воскресенский заявил, что «Лаборатория исследования общественного мнения» является реально существующей организацией, а Грегори Вустер — её реально существующим сотрудником.

## Факты
- Именно журнал «Коммерсантъ — Власть» выбрал М. Б. Ходорковский для публикации своей статьи «Россия в ожидании суда», в которой представил план проведения в России крупной судебной реформы[38][39][40].